# Sporopodium
Sporopodium — рід грибів родини Pilocarpaceae. Назва вперше опублікована 1851 року.